# 锈红腹旋木雀
锈红腹旋木雀（学名：Certhia nipalensis）又名红腹旋木雀，为旋木雀科旋木雀属的鸟类。分布于尼泊尔、锡金、不丹、印度、孟加拉、缅甸以及中国大陆的云南、西藏等地，多栖息于针阔混交林的高大乔木树干上。该物种的模式产地在尼泊尔。